# Desmosoma latipes
Desmosoma latipes là một loài chân đều trong họ Desmosomatidae. Loài này được Hansen miêu tả khoa học năm 1916.